# Feride Çetin
Feride Çetin (Istanbul, 5 de novembre de 1980) és una actriu de teatre, televisió i cinema turca. Va rebre el premi a la millor actriu en el 13. Festival de Cinema Altın Koza (Boll d'or) l'any 2006, por el seu rol de Behiye, una de les dues noies protagonistes de la pelli·cula İki Genç Kız (Dues Noies), en la seva primera actuació de cine. Des del 2019 està casada amb el crític de cinema turc Murat Özer.